# Centro Andaluz de Arte Contemporáneo

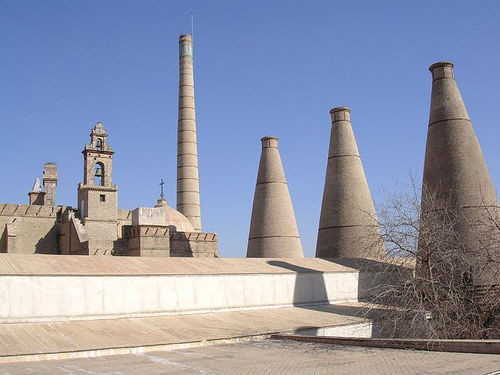
Monasterio de Santa María de las Cuevas (Chimeneas).

El Centro Andaluz de Arte Contemporáneo (CAAC) es un museo dedicado al arte contemporáneo ubicado en Sevilla, dependiente de la Consejería de Cultura de la Junta de Andalucía. Desde 1997 tiene su sede en el monasterio de Santa María de las Cuevas, también conocido como la Cartuja, un espacio recuperado para la Exposición Universal de 1992. 
Se inauguró el 1 de enero de 1998, si bien se había creado ya en 1990, y constituye uno de los principales espacios de Andalucía que albergan arte contemporáneo, tanto de modo continuo como a través de diversas exposiciones temporales. El museo cuenta con más de 3.200 obras de arte. Desde 2024, su directora es Jimena Blázquez Abascal.

## Historia

### Museo de Arte Contemporáneo de Sevilla
El Museo de Arte Contemporáneo de Sevilla fue fundado en 1970 por iniciativa de Florentino Pérez Embid.
A propuesta del arquitecto y profesor de la Escuela de Arquitectura, Rafael Manzano, Florentino Pérez Embid designó como director del Museo a Víctor Pérez Escolano, que rodeó de un equipo de colaboradores entre los que estaban el también arquitecto José Ramón Sierra y el pintor Francisco Molina.
La primera sede del museo fue la sala San Hermenegildo, cuya adaptación para exposiciones fue encomendada a José Ramón Sierra, quien también diseñó el logotipo del museo.
El museo permaneció en su primera ubicación hasta 1972 que se trasladó el 12 de julio a la antigua Cilla del Cabildo. Para su inauguración, se realizó una exposición con las obras adquiridas hasta entonces con obras de autores como Yturralde, Canogar, Guerrero, Millares, Farreras, Isabel Villar, Soledad Sevilla, entre otros.
Víctor Pérez Escolano fue director hasta 1973. El siguiente director fue Manuel Rodríguez Buzón, quien pertenecía al patronato del museo y era director de la Obra Social de la Caja de Ahorros San Fernando, que estuvo al frente del mismo dos años.

### Centro Andaluz de Arte Contemporáneo
Los orígenes del CAAC se encuentran en febrero de 1990 cuando la comunidad autónoma de Andalucía quiso crear una institución apropiada para la investigación, conservación, promoción y difusión del arte contemporáneo. Con el tiempo y progresivamente, se fueron adquiriendo obras con la idea de ir dando los primeros pasos en la configuración de una colección permanente de arte contemporáneo.
En 1997 el Monasterio de la Cartuja de Sevilla se convirtió en la sede del Centro, lo que supuso un paso decisivo en la evolución del centro. Con este cambio el CAAC se convirtió en un organismo autónomo-dependiente de la Consejería de Cultura -que asumía la gestión del personal y de las colecciones del antiguo Conjunto Monumental de la Cartuja de Sevilla y del Museo de Arte Contemporáneo de Sevilla, creado en 1970.
Desde sus inicios en 1998, uno de los principales objetivos del Centro Andaluz de Arte Contemporáneo ha sido desarrollar un programa de actividades que, con una clara intención educativa, trata de promover el estudio y el fomento de la creación artística contemporánea internacional en sus más variadas expresiones. Exposiciones temporales, seminarios, talleres, conciertos, encuentros, recitales, ciclos de cine, conferencias... han sido las herramientas de comunicación utilizadas para llevar a cabo este propósito.
La oferta cultural del Centro se complementa con la visita al propio monumento que alberga un importante patrimonio artístico y arqueológico, producto de su dilatada historia.

## Directores
Su primer director fue José Antonio Chacón, que estuvo al frente del museo entre 1998 y 2003. 
En julio de ese año, la Junta de Andalucía nombró a José Lebrero Stals, que provenía del MACBA de Barcelona, donde era Conservador Jefe. Permaneció en el cargo hasta 2009, cuando pasó a dirigir el Museo Picasso de Málaga.
Juan Antonio Álvarez Reyes, a propuesta de la Comisión Técnica del museo, fue nombrado en febrero de 2010. Anteriormente, este crítico de arte y comisario de exposiciones extremeño había sido responsable de la programación de la Sala Montcada de la Fundación La Caixa, y director de El Periódico del Arte, un mensual que el grupo PPM editó en España entre 1997 y 2002.  Su largo mandato al frente del CAAC terminó de forma abrupta en octubre de 2023, cuando fue destituido por el Consejero de Cultura alegando "pérdida de confianza". Esta repentina decisión provocó un fuerte rechazo en el sector profesional español y la dimisión en bloque de la comisión asesora, así como un debate público sobre la forma de nombramiento de los directores de la institución.
En la actualidad, su directora es la coleccionista Jimena Blázquez Abascal, conocida por su gestión previa en la Fundación Montenmedio. 

## Colección
Desde un punto de vista cronológico, el inicio teórico de la colección del Centro Andaluz de Arte Contemporáneo se sitúa a mediados de la década de los cincuenta del siglo pasado y se extiende hasta nuestros días.
Selección de autores que forman parte de los fondos del CAAC:
- Ignasi Aballí
- Pic Adrián
- Rafael Agredano
- Ángeles Agrela
- Ana Laura Aláez
- Alfonso Albacete
- José Luis Alexanco
- Elena Asins
- Francis Bacon
- Txomin Badiola
- Manuel Barbadillo
- Olivo Barbieri
- Sergio Belinchón
- Ross Bleckner
- Louise Bourgeois
- Stanley Brown
- Jaime Burguillos
- Patricio Cabrera
- James Casebere
- Christo y Jeanne-Claude
- Luis Claramunt
- Chema Cobo
- Hannah Collins
- Joan Colom
- Patricia Dauder
- Equipo 57
- Pepe Espaliú
- Valie Export
- Daniel Faust
- Joan Fontcuberta
- Pere Formiguera
- Peter Friedl
- Dora García
- Pedro García Ramos
- Alonso Gil
- Victoria Gil
- Paco Gómez
- Curro González
- Luis Gordillo
- Dan Graham
- José Guerrero
- Federico Guzmán
- Joan Hernández Pijuan
- Cándida Höfer
- Cristina Iglesias
- Juan Francisco Isidro
- Francesco Jodice
- Gonzalo Juanes
- Juan del Junco
- Jürgen Klauke
- Joseph Kosuth
- Jonathan Lasker
- Mark Lewis
- Rogelio López Cuenca
- Lugan
- Alex MacLean
- Ramón Masats
- Oriol Maspons
- Joaquín Meana
- Ana Mendieta
- Henri Michaux
- Manolo Millares
- Aleksandra Mir
- Xavier Miserachs
- Priscilla Monge
- Juan Luis Moraza
- François Morellet
- Daidō Moriyama
- Robert Motherwell
- MP & MP Rosado
- Juan Muñoz
- Bruce Nauman
- Olaf Nicolai
- Francisco Ontañón
- Pablo Palazuelo
- Marta María Pérez
- Carlos Pérez Siquier
- Guillermo Pérez Villalta
- Gonzalo Puch
- Manolo Quejido
- Albert Ràfols-Casamada
- Xavier Ribas
- Juan Carlos Robles
- Pedro G. Romero
- Allen Ruppersberg
- Inmaculada Salinas
- Juan Manuel Seisdedos
- Andrés Serrano
- Pablo Serrano
- Soledad Sevilla
- Alejandro Sosa
- Antonio Sosa
- José María Sicilia
- Anne-Sofie Siden
- Juan Suárez
- Ricard Terré
- Ignacio Tovar
- Miguel Trillo
- Julio Ubiña
- Juan Uslé
- Javier Velasco
- Bill Viola
- Claudio Zulián
- Jesún Zurita
- Zush-Evru